# عبدالحق یکم
عبدالحق یکم (انگلیسی: Abd al-Haqq I؛ درگذشته ۱۲۱۷) اولین رهبر مرینیان مراکش بود.